# I Can't Quit You Baby

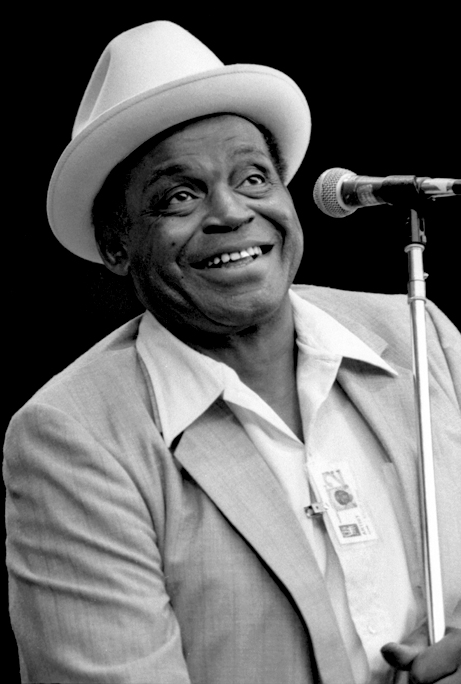
Willie Dixon tijdens het Monterey Jazz Festival, 1981.

I Can’t Quit You Baby is een blueslied geschreven door Willie Dixon. Het nummer werd voor het eerst opgenomen door Chicagobluesartiest Otis Rush in 1956. Het was het allereerste nummer dat Rush opnam en het werd
meteen een hit. Het nummer is later ook door andere artiesten opgenomen.
I Can’t Quit You Baby wordt gerekend tot de bluesstandards. Dit zijn bluesnummers die een hoge mate van erkenning bereikt hebben. Ze vertegenwoordigen de bekendste en meest vertolkte bluesnummers en worden daarom gezien als klassiekers binnen hun genre.
I Can’t Quit You Baby was voor Willie Dixon aanleiding om zowel Otis Rush als platenmaatschappij Cobra Records te lanceren. Het was voor beiden de eerste single. Het nummer bereikte in 1956 de zesde plaats in de hitlijst 'Rhythm & Blues Records' van het muziektijdschrift Billboard.
De opnamesessie vond plaats in juli 1956 in Chicago. Naast Otis Rush op gitaar en zang, speelden verder mee: Big Walter Horton op mondharmonica, Red Holloway op tenorsaxofoon, Lafayette Leake op piano, Wayne Bennett op gitaar, Willie Dixon op bas en Al Duncan op drums.
Rush nam het nummer daarna nog verschillende keren op, maar de meest opvallende versie stamt uit 1966 toen hij het nummer opnam voor het verzamelalbum Chicago/The Blues/Today! Vol. 2. Deze versie bevat een ander arrangement dan voorgaande en vormde daarmee de basis voor latere coverversies.

## Led Zeppelin versie
De Engelse rockband Led Zeppelin nam I Can’t Quit You Baby in oktober 1968 op voor hun, in januari 1969 verschenen, debuutalbum Led Zeppelin. Deze versie is nagenoeg gelijk aan de versie van Otis Rush uit 1966. Het verschil tussen de twee versies is de instrumentatie en de dynamiek die de band toepaste. Hoewel gitarist Jimmy Page de muzikale omslag na de gitaarsolo mist is het nummer, volgens biograaf Keith Shadwick, een van de beste nummers van hun debuutalbum. "Het nummer bevat geen saai gedeelte en is muzikaal perfect symmetrisch en dit alles volgens de klassieke blues traditie."

## Live-uitvoeringen
Led Zeppelin speelde I Can't Quit You Baby regelmatig tijdens optredens vanaf 1968 tot begin 1970. Twee liveversies uit 1969 zijn verschenen op het album BBC Sessions uit 1997. Op de Led Zeppelin DVD uit 2003 staat een versie die op 9 januari 1970 opgenomen is tijdens een optreden in de Royal Albert Hall in Londen. Een bewerkte versie van deze opname is te horen op het in 1982 verschenen album Coda. In 1970 verdween het nummer van de setlist omdat de band materiaal van hun album Led Zeppelin III toevoegde aan hun optredens. I Can’t Quit You Baby werd vervangen door het nummer "Since I've Been Loving You". In 1972 en 1973 keerde het nummer terug als onderdeel van de Whole Lotta Love medley.
De overgebleven leden van Led Zeppelin oefenden het nummer voor een live-optreden op 14 mei 1988 ter gelegenheid van het 40-jarig bestaan van platenmaatschappij Atlantic, maar gedurende de show werd het echter niet uitgevoerd.

## Coverversies
I Can’t Quit You Baby is door diverse artiesten gecoverd. De bekendste zijn:
| Artiest                     | Album                | Jaar |
| --------------------------- | -------------------- | ---- |
| Savoy Brown Blues Band      | Single               | 1967 |
| John Mayall's Bluesbreakers | Crusade              | 1967 |
| Little Milton               | Single               | 1969 |
| Willie Dixon                | I Am the Blues       | 1969 |
| Dread Zeppelin              | Un-Led-Ed            | 1990 |
| John Lee Hooker             | More Real Folk Blues | 1991 |
| Gary Moore                  | Power of the Blues   | 2004 |
| Rolling Stones              | Blue & Lonesome      | 2016 |